# Veldrit Pijnacker

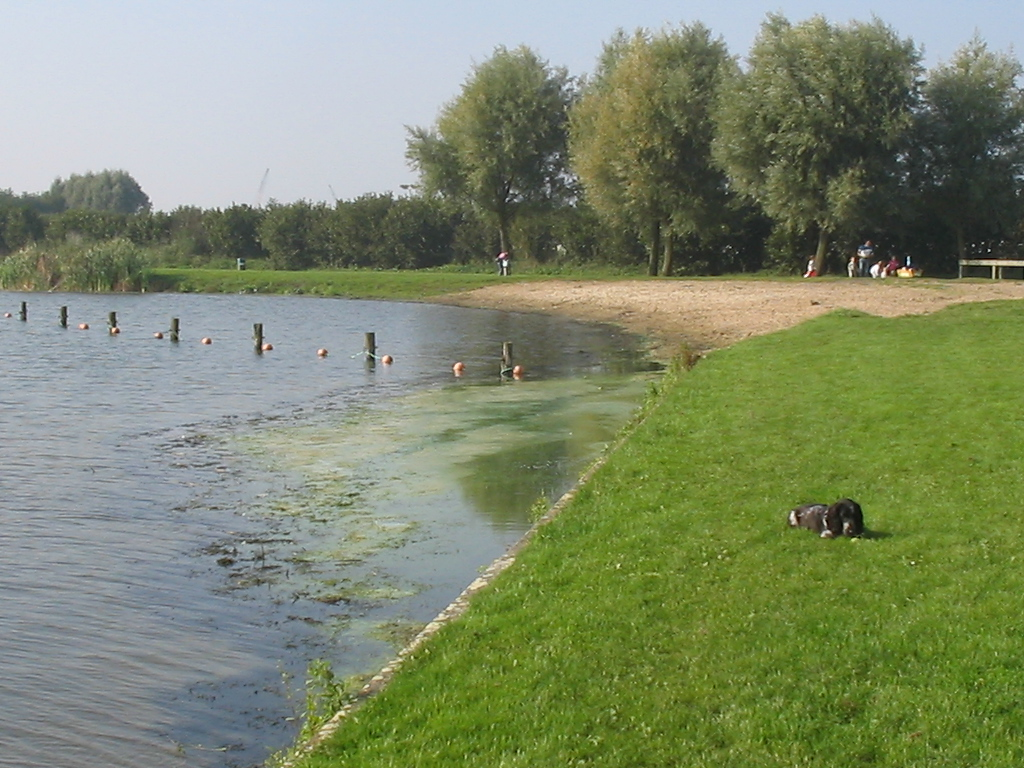
Der Dobbeplas, Schauplatz des Rennens. Der Sandstrand im Bild wurde in jeder Runde durchfahren.

Das Veldrit Pijnacker war ein niederländisches Cyclocrossrennen.

## Geschichte
Das Rennen wurde von 1999 bis 2008 in Pijnacker ausgetragen und zählte ab 2004 zum UCI-Cyclocross-Weltcup. Die erste Weltcup-Ausgabe machte sogleich Schlagzeilen, als der Niederländer Richard Groenendaal mit einem Sieg noch die Gesamtwertung gewinnen konnte. Dem Belgier Sven Nys hätte ein vierter Platz gereicht, er wurde jedoch auf der Zielgeraden von mehreren Landsleuten überspurtet. Nys bezeichnete dies später als bittere Erfahrung, die ihn letztlich stärker habe werden lassen.
Der Termin des Rennens lag zunächst im Februar, ab der Saison 2004/2005 im November. Nach der Ausgabe 2008 beschloss der Radsport-Weltverband UCI, Pijnacker zugunsten eines anderen Rennens streichen zu wollen; als Grund wurde die schwierige Live-Übertragung im niederländischen Fernsehen genannt. Die örtlichen Organisatoren weigerten sich, den Cross außerhalb des Weltcups zu organisieren, und beendeten das Rennen ganz.
Schauplatz des Rennens war das Gelände am Dobbeplas, einem künstlichen See nordwestlich von Pijnacker. Es handelte sich um einen typischen Wiesencross ohne nennenswerte Höhenunterschiede. Rekordsieger bei den Männern ist Richard Groenendaal mit vier Erfolgen. Ebenso viele Siege konnte Daphny van den Brand bei den Frauen feiern.

## Siegerliste

### Männer
- 1999:  Adrie van der Poel
- 2000:  Richard Groenendaal
- 2001: nicht ausgetragen
- 2002:  Richard Groenendaal
- 2003:  Richard Groenendaal
- 2004 (Feb):  Richard Groenendaal
- 2004 (Nov):  Sven Nys
- 2005:  Sven Nys
- 2006:  Sven Nys
- 2007:  Lars Boom
- 2008:  Lars Boom

### Frauen
- 2002:  Daphny van den Brand
- 2003:  Daphny van den Brand
- 2004 (Feb):  Marianne Vos
- 2004 (Nov):  Daphny van den Brand
- 2005:  Daphny van den Brand
- 2006:  Hanka Kupfernagel
- 2007:  Katherine Compton
- 2008:  Hanka Kupfernagel